# Тене-Омарим
Тене-Омарим, Тене (ивр. טֶנֶא עֳמָרִים‎) — еврейское поселение в региональном совете Хар-Хеврон, к северу от Мейтара, в 2.3 км от Зелёной линии. Расположено на высоте 560 м над уровнем моря, что способствует прохладному климату.

## История
Основано Нахаль в 1983 году под именем Омарим. Основание поселения стало ответом на убийство арабам Эстер Оханы и должно было также положить конец самозахватам земель бедуинами. В 1984 передано гражданским и какое-то время было известно как Нахаль-Тене. Изначально поселение было нерелигиозным, но в 2005, когда сюда приехали семьи из разрушенного в Газе Морага, стало смешанным.

## Население
По данным Центрального статистического бюро Израиля, население на начало 2020 года составляло 872 человека.

## Экономика
Лёгкая промышленность и сфера услуг.